# Windigo River
Der Windigo River ist ein rechter Nebenfluss des Severn River.
Der Fluss entspringt südwestlich des Upper Windigo Lake. Er fließt in überwiegend nördlicher Richtung. Dabei durchfließt er eine Reihe größerer Seen: Upper Windigo Lake, Windigo Lake, Nikip Lake und Sakwaso Lake. Schließlich mündet der Windigo River in den vom Severn River durchflossenen Muskrat Dam Lake. Der Windigo River hat eine Länge von etwa 200 km. Sein Einzugsgebiet umfasst 10.800 km². Der mittlere Abfluss beträgt 99 m³/s. Größere Nebenflüsse des Windigo River sind Kishikas River und MacDowell River von links sowie der North Caribou River von rechts.